# عبدالخالق عابد
مولوی عبدالخالق عابد یک سیاستمدار طالبان افغان است که در حال حاضر از ۷ نوامبر ۲۰۲۱ به عنوان معاون والی زابل فعالیت می‌کند. وی همچنین از اوت ۲۰۲۱ تا ۶ نوامبر ۲۰۲۱ والی ولایت نیمروز بوده.